# Jean Guilhon
Compléments
Chevalier de la Légion d'honneur, Officier des Palmes académiques, Officier du Mérite agricole
Jean Félix Francis Guilhon est un vétérinaire français né le 2 juillet 1906  à Saint-Nazaire  et décédé le 14 avril 1995 à Saint-Maur-des-Fossés, qui fut professeur de parasitologie et maladies parasitaires à l’École nationale vétérinaire d’Alfort, particulièrement connu pour ses travaux sur la thérapeutique anthelminthique.

## Biographie
Jean Félix Francis Guilhon est né le 2 juillet 1906 à Saint-Nazaire (Loire-Atlantique) de Jeanne David et de Francis Marie Guilhon, employé à la mairie de la ville. Les conditions de vie de la famille, qui comptait quatre enfants, étaient modestes.
Après son certificat d’études primaires, Jean Guilhon entre à 12 ans à l’École pratique industrielle de Saint-Nazaire. Il en sort trois ans plus tard avec un diplôme de chaudronnerie.
L’intelligence du jeune garçon, ses dons d’observation, son attrait pour le monde rural, déterminent un changement d’orientation. En 1921, Jean Guilhon entre à l’École pratique agricole de Sainte-Croix à Rennes où il acquiert  le diplôme de technicien agricole en 1923. Vivement encouragé à poursuivre ses études, après une année de préparation très intensive à Nantes, il accède en no 1, à 18 ans, à l’École nationale supérieure agronomique de Rennes. Son diplôme d’ingénieur agricole lui permet alors, comme on le lui conseille, de concourir pour les écoles vétérinaires. Il entre brillamment en 1926 à l’École nationale vétérinaire d’Alfort. Au terme de ses quatre années d’études, il fait son service militaire puis souhaite entrer dans l’enseignement vétérinaire. Faute de place, il opte pour la carrière militaire en 1932. Affecté au Laboratoire de recherches vétérinaires, il est sollicité pour effectuer des études secrètes sur l’action des gaz de combat. Il refuse et occupe alors diverses fonctions au sein de régiments de la région parisienne.
En 1937, s’ouvre enfin un poste à l’École d’Alfort. Après concours, Jean Guilhon est chef de travaux auprès du Professeur Albert Henry.
 Agrégé en 1943 et titulaire de la chaire de Parasitologie, Dermatologie, Zoologie et Botanique appliquées en 1944 (la botanique est passée dans une autre chaire en 1957), Jean Guilhon a assuré ces fonctions à Alfort jusqu’à sa retraite en 1975. Il a accueilli comme collaborateurs Jean Obry, puis Gilbert Jolivet et Alain Marchand.

## Œuvres et publications
Quelque trois cents publications jalonnent le parcours scientifique de Jean Guilhon. Elles couvrent plusieurs domaines en raison d'un éclectisme inhérent à la diversité des matières enseignées dans la chaire et, surtout, à la nécessité de répondre aux conséquences du développement, dans cette seconde moitié du XXe siècle, d'une chimiothérapie anti parasitaire variée ,. On peut retenir :
- de nombreux travaux sur la protection de la santé des abeilles : traitement des  loques[3] ; intoxications par épandage d’insecticides et par les émanations industrielles (fluor)[4] ; ces travaux ont été à l’origine d’une réglementation de sauvegarde ;
- en mycologie : plusieurs études sur les dermatophytoses animales[5],[6] et leur traitement[7] ;
- en helminthologie, la matière privilégiée : découverte et reproduction expérimentale du cycle  d’Angiostrongylus vasorum (parasite cardio-vasculaire du chien)[8]. Spécialiste des Angiostrongylidae (en particulier de plusieurs espèces pathogènes des régions tropicales d’Asie, d’Amérique centrale et du sud)[9];
- en thérapeutique anthelminthique : une activité de veille scientifique permanente.

Jean Guilhon a innové, dans les années 1950-1960, en introduisant la pipérazine et la phénothiazine dans le traitement respectif des ascaridoses et des strongyloses gastro-intestinales. Par la suite, il réalisa de nombreuses études critiques sur l’utilisation des benzimidazoles et des nouvelles molécules fasciolicides.

## Personnalité
Rigoureux, sévère dans ses jugements, attaché aux traditions, mais d’une pensée sans dogmatisme, Jean Guilhon avait une attitude distante et dominatrice. Elle trahissait sa fierté d’une ascension sociale difficile et digne qui masquait les mauvais souvenirs d’une prime jeunesse chaotique et qu'il pouvait juger humiliante.
Jean Guilhon était un enseignant de talent. Son cours, tourné vers les applications pratiques plutôt que sur les données taxonomiques, émaillé d’anecdotes, de digressions souvent sentencieuses, s’accompagnait d’attitudes un peu théâtrales qui marquaient les étudiants.
Professeur exigeant et respecté, plusieurs de ses anciens élèves, qui se sont tournés vers des  recherches appliquées dans divers domaines de la biologie, sont restés attachés au «  maître » qui les avait utilement conseillés. 

## Académies, sociétés, distinctions et hommages
Jean Guilhon était membre, ancien président et ancien secrétaire général de l’Académie vétérinaire de France, membre de l’Académie nationale de médecine, membre de l’Académie d’agriculture de France, membre de l’Académie nationale de pharmacie.
Il suivait activement les activités de la Société de pathologie exotique ; était membre de la Société internationale de mycologie médicale et vétérinaire et membre d’honneur de la Société française de parasitologie. 
Il a fait partie de nombreux conseils, comités et commissions.
Des chercheurs qui ont attribué son nom à des espèces nouvelles d’invertébrés. Ainsi :
- Vadonaria guilhoni  Dewailly, 1950,   coléoptère (Melolonthinae)
- Bunostomum guilhoni  Le Van Hoa, 1961,   helminthe (Strongylida)
- Rhipicephalus guilhoni  Morel, Vassiliades, 1962,   acarien (Ixodidae)

Le Professeur Guilhon était Chevalier de la Légion d’honneur, Officier de l'Ordre national du Mérite, Officier du Mérite agricole, Officier des Palmes académiques.
Il est le récipendiaire du Prix Alcide-Railliet en 1942